# Йоганн Мартін Шлеєр
Йо́ганн Ма́ртін Шле́єр (нім. Johann Martin Schleyer; 18 липня 1831, Оберлауда — 16 серпня 1912, Констанц) — німецький католицький священник, що створив мову волапюк. Його офіційним іменем було Мартін Шлеєр, а Йоганн він додав собі на честь свого хрещеного батька.
Після висвячення 1856 року Шлеєр був священником у кількох парафіях. В рамках культуркампфу його було заарештовано та ув'язнено на кілька місяців за критику соціалізму у проповідях. Згодом працював у Літцельштеттені, де начебто з волі Божої вирішив створити штучну мову, яка б полегшила контакти між народами. Шлеєр також був видавцем огляду католицької поезії Sionsharfe. 1885 року вийшов на пенсію, а 1894 року папа Лев XIII призначив його папським прелатом. Помер 1912 року.
На меморіальній дошці на парафіяльному домі в Літцельштеттені є напис: Menade bal — püki bal (Одному людству — одну мову).